# 旭本町 (豊橋市)
旭本町（あさひほんまち）は、愛知県豊橋市の地名。

## 地理
豊橋市中央部に位置する。東は旭町・南旭町、西は八町通5丁目、南は西新町、北は旭町に接する。

### 学区
- 高等学校 - 三河学区
- 中学校 - 豊橋市立豊城中学校[WEB 5]
- 小学校 - 豊橋市立八町小学校[WEB 5]

## 歴史

### 人口の変遷
国勢調査による人口および世帯数の推移。
| 1995年（平成7年）  | 105世帯 282人 |  |
| 2000年（平成12年） | 94世帯 261人  |  |
| 2005年（平成17年） | 98世帯 248人  |  |
| 2010年（平成22年） | 99世帯 229人  |  |
| 2015年（平成27年） | 93世帯 222人  |  |

### 沿革
- 1958年（昭和33年） - 豊橋市旭町・西新町の各一部により、同市旭本町が成立[1]。

## 交通
- 豊橋鉄道市内線東八町停留場[2]

### WEB
1. ↑  “愛知県豊橋市の町丁・字一覧”.   人口統計ラボ. 2023年4月13日閲覧。
2. ↑  総務省統計局 (2017年1月27日). “平成27年国勢調査の調査結果(e-Stat) - 男女別人口及び世帯数 －町丁・字等” (CSV). 2021年7月21日閲覧。
3. ↑  “愛知県豊橋市の郵便番号一覧”.   日本郵便. 2023年4月13日閲覧。
4. ↑  “市外局番の一覧” (PDF).   総務省 (2022年3月1日). 2022年3月22日閲覧。
5. 1 2  豊橋市教育委員会学校教育課学事グループ (2022年4月1日). “豊橋市立小・中学校 通学区域早見表” (PDF).   豊橋市. 2023年9月21日閲覧。
6. ↑  総務省統計局 (2014年3月28日). “平成7年国勢調査の調査結果(e-Stat) - 男女別人口及び世帯数 －町丁・字等” (CSV). 2021年7月20日閲覧。
7. ↑  総務省統計局 (2014年5月30日). “平成12年国勢調査の調査結果(e-Stat) - 男女別人口及び世帯数 －町丁・字等” (CSV). 2021年7月20日閲覧。
8. ↑  総務省統計局 (2014年6月27日). “平成17年国勢調査の調査結果(e-Stat) - 男女別人口及び世帯数 －町丁・字等” (CSV). 2021年7月21日閲覧。
9. ↑  総務省統計局 (2012年1月20日). “平成22年国勢調査の調査結果(e-Stat) - 男女別人口及び世帯数 －町丁・字等” (CSV). 2021年7月21日閲覧。
10. ↑  総務省統計局 (2017年1月27日). “平成27年国勢調査の調査結果(e-Stat) - 男女別人口及び世帯数 －町丁・字等” (CSV). 2021年7月21日閲覧。

### 書籍
1. 1 2  「角川日本地名大辞典」編纂委員会 1989, p. 90-91.
2. 1 2 3  「角川日本地名大辞典」編纂委員会 1989, p. 1782.